# Шовкопряд-монашка
Шовкопряд-монашка (Lymantria monacha) — вид метеликів з родини еребід (Erebidae). Вважається шкідником лісу.

## Поширення
Вид поширений в Європі та Азії від Великої Британії та схід до Японії та Індії.

## Характеристика
Метелик з розмахом крил 55 — 60 мм у самиць, 35 — 37 мм у самців; передні крила сірувато-білі із зигзагоподібними поперечними смугами; задні крила темно-сірі; черевце рожевувате з чорними поперечними смугами. Вусики самців мають подвійну гребінчасту форму, у самиць вусики зубчасті.
Гусениця сіра, з жовтуватим або зеленуватим відтінком, укрита волосками. Досягає 6 см завдовжки. У неї 16 ніг. Голова гусениці темно-бура, з чорними цятками. Волоски сидять пучками на горбках, розташованих двома рядами уздовж спини і на боках.

♀
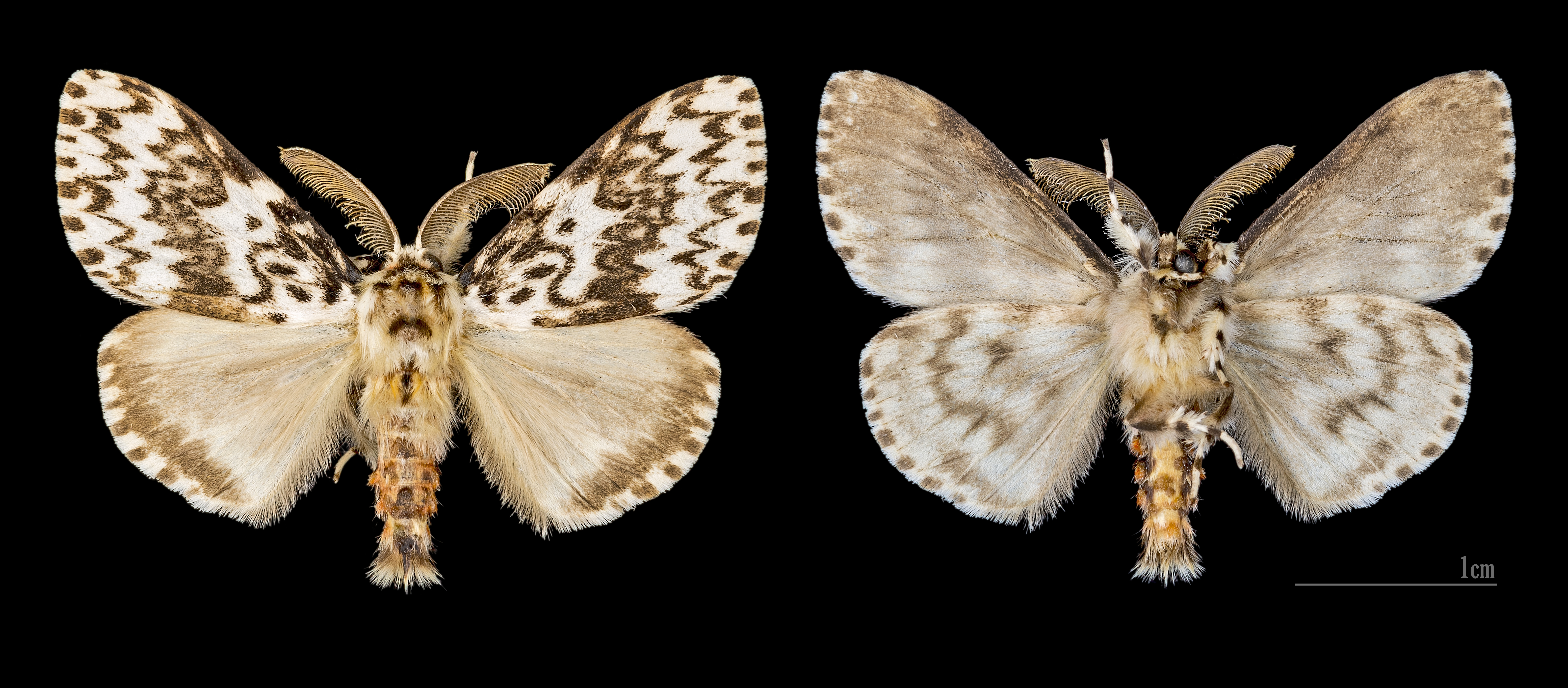
♂

## Розвиток
Імаго літають з середини липня до вересня. Самиця відкладає яйця на стовбури та гілки кормових рослин по кілька десятків. Загалом самиця за сезон може відкласти по 2000 яєць. Личинка першої стадії не покидає оболонку яйця і зимує в ній. Вилуплення відбувається навесні в кінці квітня. Протягом 2-7 днів личинки утворюють скупчення личинок) потім мігрують у крони дерев, де поїдають бруньки та кору молодих пагонів. Линяє 4-5 разів. Заляльковування відбувається в кронах дерев.

## Шкідливість
Вид є типовим поліфагом, але віддає перевагу хвойним породам, переважно сосні. Трапляється в насадженнях віком понад 50 років. Гусениці перших двох віків об'їдають молоді пагони сосни й бруньки, що пішли у ріст. Починаючи з третього віку пошкоджують стару хвою, відкушуючи половину хвоїнки і з'їдаючи до основи частину, що залишилась. При живленні листяними породами прогризають отвори у листках. Живляться вночі.